# 馬家寶
馬家寶（Ma Jir-bo，1927年8月26日—1985年12月8日），中國寫實派畫家，以惟妙惟肖的人像，栩栩如生的靜物畫及呼喚香港集體回憶的香江風景畫聞名，堪稱傲視同群的畫壇巨匠，深得西洋畫大師精粹的東方畫家，作品共約300幅油畫，50幅,水彩，以及若干中國水墨畫及書法作品。

## 生平
馬家寶出生於廣東省海豐縣望族，父親馬日新為炭筆畫大師，祖父為清朝武秀才，抵禦國民革命軍時陣亡。馬父娶朱玉貞為妻，馬家寶出生後不久，馬氏舉家遷往香港。馬家寶七歲隨國畫大師高劍父（1879年－1951年）習水墨畫，十三歲初隨中國油畫第一人李鐵夫（1870年－1952年）習西洋畫，1949年至1950年再遇李氏，對其影響至鉅。
這段時間，馬氏與李鐵夫同住九龍鑽石山寮屋。充滿愛國情操的李鐵夫，曾賣畫資助孫中山發動國民革命，其愛國意識令馬家寶大受熏陶，故大力支持共產革命，並將歐仁·德拉克羅瓦1830 年的《領導民眾的自由女神》，改編成1955年的《為了活》，對中國共產黨推崇備至。馬氏早期的作品高度政治化，充滿愛國激情及強烈的社會義憤，例如1961年的《沙家濱》，《血海》，1966年的《修女》及1971年的《醫生》。
李鐵夫於1950年夏返回內地。馬氏曾到長洲居住數年，鑽研不同光線下的畫技，1966年搬回香港島，收首徒黃仲民。
1964年，《南華早報》編輯撰文介紹馬氏隱居長洲的生活。當時的泰國領事及後來盤谷銀行總經理鍾查理先生慕名而至，成為馬氏的忠實畫迷，購下部份作品帶返泰國。
也許馬氏對文化大革命感到失望，並厭倦了內地及香港的暴力事件，1971年以後的作品，再沒有以政治或社會公義為主題。
馬家寶畢生追求寫實主義畫風，並將1968年的《他畫他的爸爸》懸掛於畫室中央，提醒學生遠離抽象主義。馬氏深受尚·弗朗索瓦·米勒的影響，繪畫對象包括農民（《秋收》，1978年），工人（《老當益壯》，1963年）及低下階層的普羅大眾（《稍息勞筋》，1976 年），矢志以「繪畫反映社會」，不畫群眾不理解的作品。1970年，馬氏與譚慧敏（1939年 －）成婚，她曾於其畫室習畫兩年。兒子馬恩國並沒有選擇藝術為職業，在澳洲當上大律師，後回港發展。馬氏在60年代末至70年代初招收了不少學生，包括王雲山，楊奕，陳仁富及鍾耀。
馬氏的畫風在1970年代越趨成熟，健康卻每況愈下，罹患肺病，氣喘，行動不便。1974年，他堅持登上太平山頂，繪畫維多利亞港全景。香港急速發展，昔日的維港美景一去不返，幸得這幅傑作為香港人留住集體回憶。
1977年，馬氏獲選為香港文藝界代表，出席10月1日北京國慶典禮。之前馬氏曾受香港新華社梁威林社長委託，繪畫兩張大型肖像：《毛澤東主席》及《華國鋒主席》。國慶日當天，他更得到葉劍英及廖承志的接待與歡迎。1977年9月，馬氏親手將兩幅作品交給社長，並在國慶日典禮的國旗旁邊展出，此後作品下落不明。
1980年代，馬氏的健康因腎結石而惡化，畫作不多。1985年只有兩幅油畫。1985年12月8日於瑪麗醫院因長期肺病及激光腎石手術的併發症病逝，得年58歲，辭別母親及妻兒。
馬氏的人生態度，可以他的一句說話總結：「死是最可怕的事，但於人類不能作出偉大的貢獻，那比死還更可怕。」(1975春) 
1985年12月7日，馬氏病逝前一天，在日記上寫道：「畫是我的生命。我不怕死，這是自然的規律……（學生們）以後多寫畫，不要悲傷，我覺得完全舒服，因為我做了一個愛國畫家。」

## 作品
作品風格與馬氏追求
哈佛大學藝術教授Seymore Slive曾將馬氏歸類為古典西洋畫畫家：「他早年習得西方畫家的傳統題材，畫風及技法，一開始即對色彩感覺敏銳。似乎他找到自己的風格與主題後，就一直堅持下去，無意實驗或轉用同代新銳畫家的不同技法。」馬氏沒有為創新而創新，繪畫不為大眾理解的作品。他明言堅信寫實主義，摒棄抽象主義：「畫家應該把畫筆去造福國家民族及全世界人類，切不可做寫怪畫的空頭藝術家。」

人像畫類作品
19世紀中葉以前，逼真技法依然深受重視，但攝影普及以後，畫家必須展現照相機無法表現的特質。優秀的人像畫家，除了描繪被畫者，更要表達出歷史，個性，情調與感覺。1507年達文西的名作《蒙娜麗莎》，捕捉了扣人心弦的特質，令觀畫者與被畫者產生聯繫，卻不失神秘感。

自畫像類作品

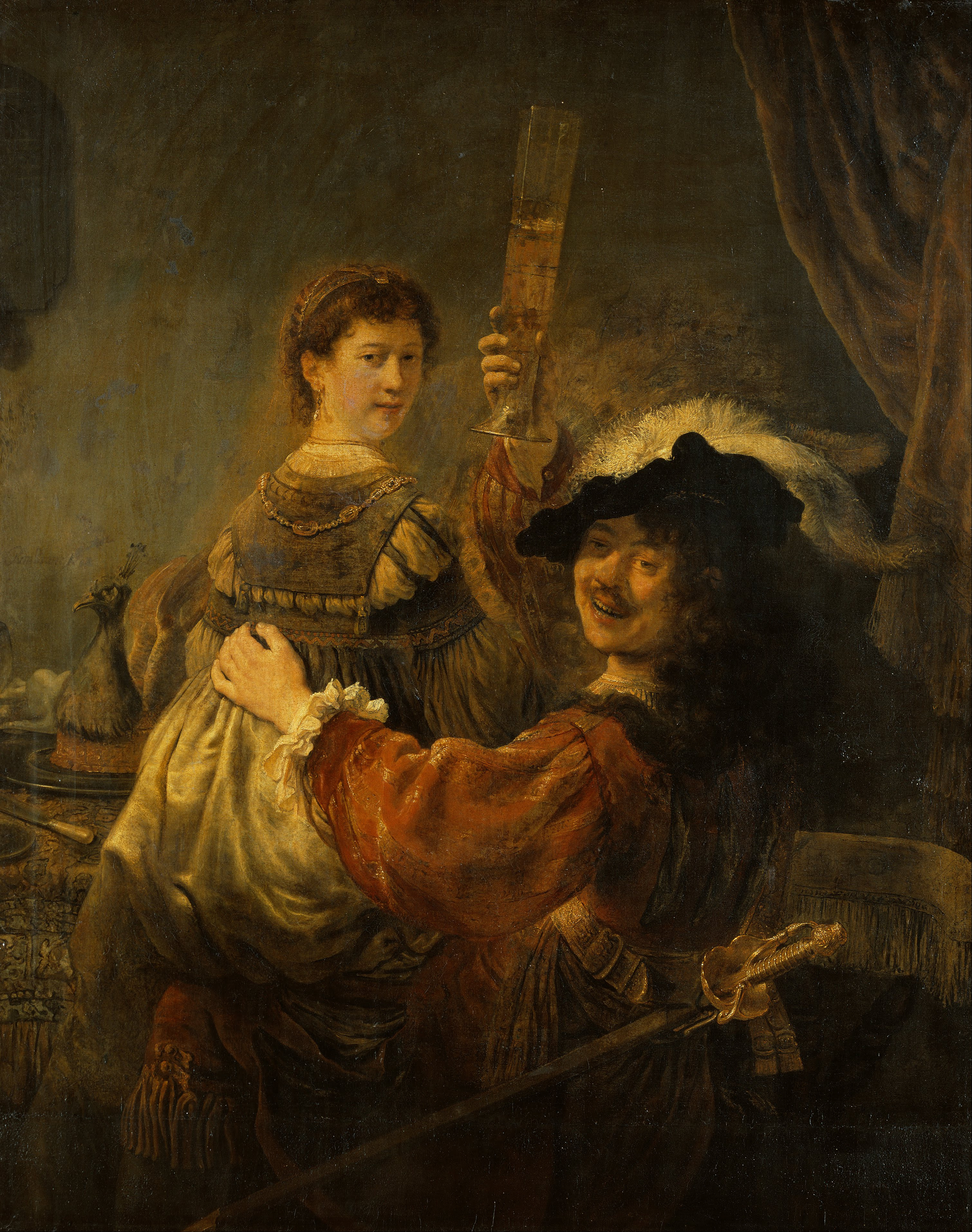
林布蘭 《自畫像與莎斯姬亞》 (1635)

觀畫者可從自畫像了解畫家的個性，其外在及內心狀況。有別於林布蘭（1606年－1669年），馬氏沒有要求學生臨摹其自畫像，所以傳世的作品有限，僅得八幅，最早的一幅繪於1964年，最後是1983年，即逝世前兩年。他的首幅自畫像，展現了年輕卻成熟的自己，成畫於接受媒體採訪之前。馬氏希望趁機向世界宣示，他是熱愛和平的西洋畫畫家。1966年的《自畫像（喜慶）》與林布蘭1635年的《自畫像與莎斯姬亞》極之相似。
1636年，林布蘭在亞姆斯特丹的畫壇頗為吃香，獲海牙宮廷資助設立畫室，並迎娶了鎮長的千金，踏入名門。當時林布蘭已打進上流社會，名成利就，後莎斯姬亞（Saskia）被親戚侵吞父親的家產，林布蘭狀告得直。《自畫像與莎斯姬亞》中的夫婦二人，彷彿為波西米亞式的生活而洋洋自得，畫家的華衣美服與趾高氣揚的態度，被認為是在炫耀財富與年輕的嬌妻，孔雀餡餅則象徵窮奢極侈，常見於描繪敗家浪子的作品。
類似的鋪張，見諸馬氏1966年的《自畫像（喜慶）》。大虎蝦在當年是貴價高檔海產，常見於筵席，即使中產家庭也難以負擔，畫家更戴上皮手套，皮具在60年代是奢侈品。馬氏在其他自畫像中穿著素雅，但這幅畫中的他，卻穿上白領襯衣，綠色絲質領帶，銅拉鍊開胸毛衣，綠色大衣和時尚開司米圍巾，這身打扮大概是馬氏當年所能負擔最昂貴的衣飾。
橙酒是進口貨，索價高昂，持杯的手勢與林布蘭相若，方向相反。馬氏的笑容及紅潤的嘴唇，明亮的印堂，顯示其身強力壯，且雙眼充滿希望，對未來躊躇滿志。林布蘭的醉眼與懷中象徵意義的妓女，代表畫家承認自己跟所有凡人一樣，背負貪婪與慾望的原罪，但馬氏並不把舒適生活和美食視為罪惡。這段時間，馬氏遇上盤谷銀行總經理，這位手頭寬裕的畫迷，日後購下他的畫作，可觀的收入令馬氏自信選對了職業畫家的道路。
比較這兩幅類似作品：
- 手勢與表情

林布蘭手持酒杯的姿勢，相對於馬氏手持相同酒杯的謙恭，表達出不同程度的歡樂與奢華。馬氏在事業上初嚐成功滋味（以金錢衡量），而林布蘭年紀輕輕就收取豐厚的畫酬，所以林布蘭打扮成揮霍的浪子，就鋪張的感覺而言，《自畫像與莎斯姬亞》比《自畫像（喜慶）》來得強烈。
林布蘭抱住妻子莎斯姬亞的輕佻態度，直把其當成妓女（坐在醉漢腿上的女人，在17世紀被視為妓女）。馬氏卻正襟危坐，直視觀眾，這反映了兩者對金錢成就的態度有別。馬氏不敢耽於逸樂，避免出軌帶來不幸，所以他露出知足的笑容，林布蘭卻是狂放地大笑。
- 畫意

眼神是人像畫的焦點，能界定模特兒與觀眾的關係。馬氏直視觀畫者，林布蘭則是往左下方斜視，以眼角餘光看觀眾。馬氏享受美酒，卻未如林布蘭醉態畢露。
- 服裝與裝飾

兩者身穿華衣美服，林布蘭身邊更有炫耀富貴的孔雀餡餅，馬氏的頭盤大虎蝦同樣奢華，突顯了富裕的生活方式。
不少人看過馬氏與林布蘭的自畫像，都認為兩者畫風相似，難怪馬氏被譽為「東方林布蘭」。
反映家居生活類作品

居斯塔夫·庫爾貝 《畫室：現實的寓意，我七年來藝術生活的概括》 (1855)

維拉斯奎茲 《宮娥》 (1656)

17世紀，以日常生活為題材的畫作日趨普遍，很多畫家都用家居作為作品的場景，而非主題，從而透露主人的狀況，興趣乃至個性。窮困的馬氏身處人煙稠密的香港，被迫蝸居於狹小的寮屋，以家作為畫室。迪亞哥·委拉斯蓋茲1656年的《宮娥》，影響了居斯塔夫·庫爾貝1855年的《畫室：現實的寓意，我七年來藝術生活的概括》，啟發了馬氏創作1964年的《畫室》。
民間寓意類作品
寓意畫適用於突顯民間組織的地位及紀念國家事件，政府往往會資助這類作品，描述歷史大事的道德意義，歐仁·德拉克羅瓦的名作正是典範，紀念1830年七月革命推翻查理十世的政權。象徵自由的女人，領導人民踩著烈士的遺體前進，一手高舉法國大革命的三色旗幟，一手揮舞刺刀火槍。堆積如山的屍體成為台階，讓赤足袒胸的自由女神邁步，走出畫框，踏入觀畫者的空間。
德拉克羅瓦的作品繪於1830年秋，無論是意識上或事實上，1830年的革命都與1789年的法國大革命相仿：窮人反抗君主，貴族及教會，但當年主要是城市貧民不滿苛刻的勞動條件，工人階級紛紛組織起來宣洩不滿，令德拉克羅瓦大受震撼，於是以貧苦大眾為繪畫對象。他在10月12日致兄弟的信中寫道：“辛勤使我怨懟全消，我沒有為國家打仗，但至少我會為她作畫。”
批評家認為，作為自由化身的女主角非常真實。法國的象徵瑪麗安娜，代表自由女神和不屈不撓的人民女神，儘管被當代藝評家貶為「可鄙」。政治家視此戲劇化作品為政治挑釁，故法國政府悄悄把畫藏起來。這幅畫又啟發了紐約市自由神像的造型，法國向美國送這份大禮，僅僅是《自由引導人民》成畫50年後的事，神像手持火炬的姿勢，恰如畫中的女人。
馬氏在《為了活》的背面寫上了註釋：「1944年海豐農民革命隊伍已很壯大，當時某鄉稱霸地主率領武裝，下鄉迫租時為農民遊擊隊截擊時情形。（此畫作於一九五五年馬家寶並記）」
比較這兩幅類似作品：
- 社會階級成員

《自由引導人民》的戰士們由多個社會階級組成，有頭戴高帽的上層階級，革命中產階級或布爾喬亞，由持手槍的男孩為代表，他們武裝起義，號召各階層的人民反抗專制政權。《為了活》的戰士們，社會階級大同小異，包括無產階級和農民，他們唯一的目標是推翻壓迫與剝削他們的資產階級地主。共產主義鼓吹階級鬥爭，被剝削的低下階層起義，對抗並剷除富裕階級，達致無產階級專政。
- 畫意

Eugène Delacroix 《自由引導人民》 (1830)

眼神是人像畫的焦點，界定模特兒與觀眾的關係。《自由引導人民》與《為了活》中人物的眼神同樣暴烈和堅決，假如這是人物靈魂的關鍵，馬氏筆下的眼神大概比德拉克羅瓦更為傳神。
- 強調紅色

在近乎單色調的作品中，男孩的紅布袋與紅旗互相呼應，向觀畫者傳達共產主義勝利的含義。1830年七月法國的起義，不以顏色為象徵，共產主義則以紅色為代表。畫家在近乎單色調的作品中描繪的兩塊紅色，充份表達出政治意識。
- 行進方向

自由女神從背景向觀眾邁步，帶領右邊的男孩及左邊的高帽男子；赤裸上身的農民兵則走向畫面右方。男孩在左邊，農民兵在右邊的排位具有深層意義——左翼共產主義逐步滲透並取代右翼的法西斯主義。

反映抗議社會不公類作品
19世紀，抗議社會不公成了歐洲不少畫家的強烈元素。獨立於富裕的資助者，國家及教會，藝術家才能自由發揮。當時馬氏身處的香港，正值社會動盪，政治革命，內地移民湧入潮及工業化之初，遂藉作品表達對窮人受壓迫的憤慨，他們包括農工，礦工或工廠勞工。

反映政治題材類作品
政治家與統治者向來著重藝術的教化效用，史上偉大的元首，國王和女王，家族王朝及操控人民的國家，均善於以藝術自我宣傳，達致政治目的，表彰成就，維護威嚴。中國的例子之一是天安門廣場的毛澤東像。
馬氏獲新華社社長梁威林先生委託，於1977年8月及9月，為毛澤東主席及華國鋒主席繪畫2米乘1.5米的人像畫，這大概是他筆下最大的人像。馬氏在1977年9月23日將兩幅畫像送到梁社長的辦公室，相信曾於國慶日在香港展出，但此後一直不見影踪。

反映戰爭題材類作品
自古以來，不少畫作都以戰爭場面，表揚英勇的征戰，國家，統治者或元帥的顯赫武功，但戰爭同樣帶來殘酷的衝突與暴力。例如法蘭西斯科·德·哥雅描繪馬德里戰況的《1808年5月3日的處決》，以及1961年的《血海》，都是畫家以作品表達立場及義憤填膺的感受。這些作品中的戰爭，不再關於英雄主義或榮耀，而是殺戮與磨難。

1937年至1945年，日本侵華，史稱第二次中日戰爭，受直接軍事行動波及的平民，死者1,073,496人，傷者237,319人；日軍空襲導致335,934人死亡，426,249人受傷。哥雅集中描繪白衣者，劊子手並無面目，突顯個人苦難，男人高舉雙臂，儼如基督受難，其體型比例之大令其倍顯重要。馬氏則描繪身穿軍服的日軍劊子手舉起刺刀，地上的赤裸婦女一邊乳頭遭割下，後方列隊的人群，則向觀畫者迎面走來，陸續被相同的方式處決。
風景畫類作品
水

法蘭西斯科·德·哥雅 《1808年5月3日的處決》 (1814)

水無常形，複雜如人生，有海面狂怒的風暴，也有靜謐的湖泊溪流，畫家們寫盡了水的各種狀態。大海或風平浪靜，或怒濤翻湧，馬氏1964年的《暴風中的小艇》，栩栩如生地描繪出海浪的動態，當時颱風襲港，帶來了暴風雨，馬氏在海邊駐足觀察。

鄉郊生活
多個世紀以來，畫家（尤其是北歐畫家），一再從農民生活提取豐富靈感。18世紀的風景畫充滿對田園的渴慕，畫家將鄉郊生活簡化成明媚的風光。法國的居斯塔夫·庫爾貝和尚·法蘭索瓦·米勒，則以描寫貧困農戶與粗重農活的有力作品，震撼了都市的民眾。在香港這種商業城市，農地日益少見，馬氏唯有到深圳寶安縣的大片稻田描繪收割的情景。

城市景色

畫家必須對整個城市有充份理解，才能描繪出城市的景色，因為作畫時往往會挑選代表該城市的地標。例如貝克赫德（1638－1698）筆下的荷蘭哈倫市場，阿列克謝耶夫（1753－1824）的莫斯科紅場，以及馬氏1974年的《維多利亞港》，都是能令觀畫者立刻認出該城市的作品。

都市生活

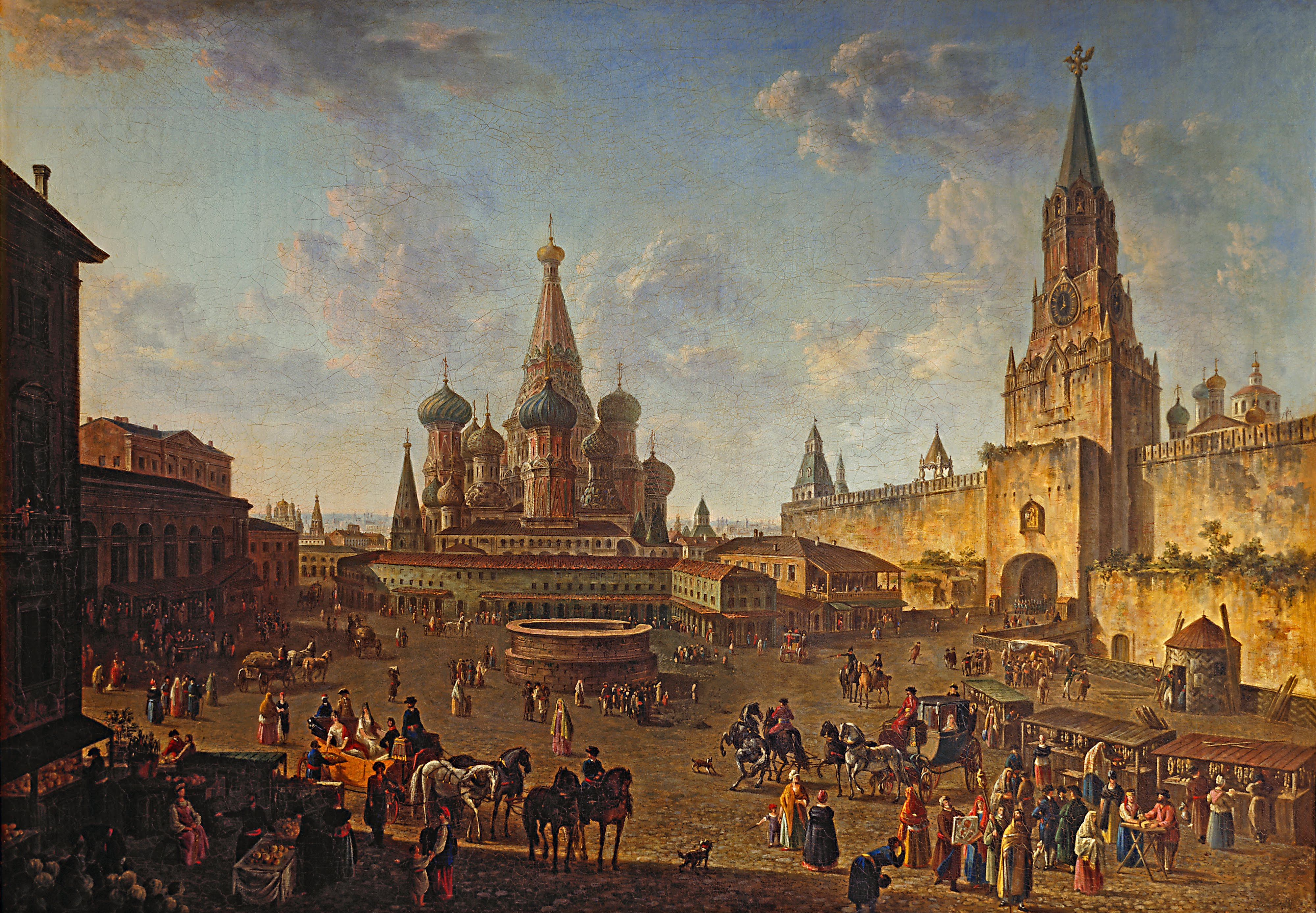
阿列克謝耶夫《莫斯科紅場》 (1801)

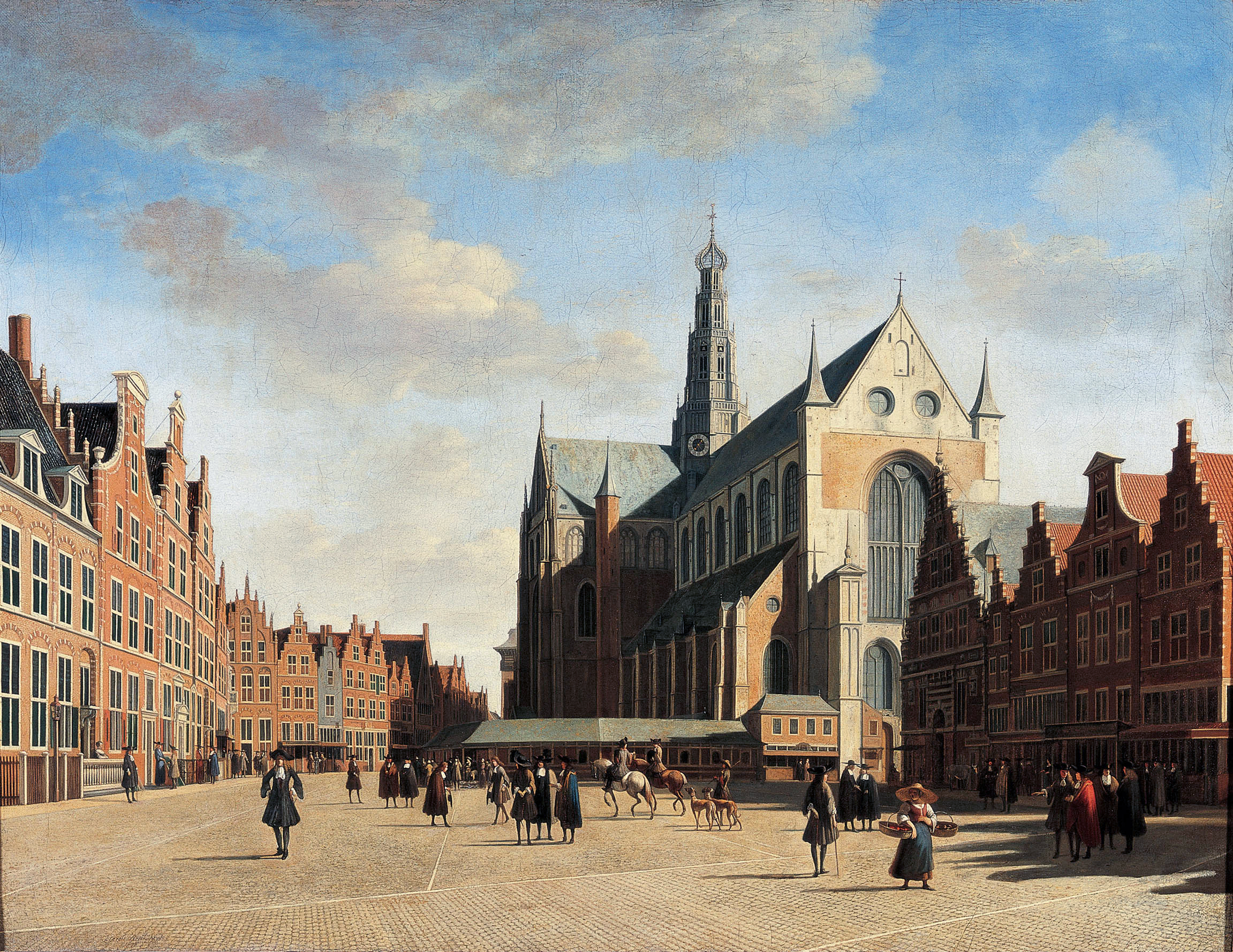
貝克赫德 《荷蘭哈倫市場》 (1696)

70年代的每個週末，馬氏都會帶同家人和學生走訪香港各區寫生，幾經艱苦，創作了大量都市生活作品。「馬氏猶如20世紀廣東的康斯特勃，為香港嶙峋的海岸與優美的高地融入鄉郊浪漫，當中不乏超現實的感覺——畫家事業高峰的時期，香港已不再是陽光明媚，稻田和農人的純真世界，而是轉口港和被煤灰籠罩的工業城鎮，充滿鬥爭及苦難。」畫家兒子馬恩國對上述Jing Zhang 在《時代雜誌》的評論也有同感：「畫家要在作品中捕捉時代精神，家父正是這種畫家。他描繪了香港的大街小巷，見證時代精神，令新生代大受啟發。他說過繪畫是沉默的藝術，如同詩歌，能表達畫家最內在的感受與潛意識。」
香港藝術館當然也認識這位香港的康斯特勃，所以在馬氏死後購入1978年的《長洲街景》。

靜物畫
羅馬人以壁畫及馬賽克製作靜物畫裝飾家居，中國古代也早有花鳥畫的悠久傳統，13，14世紀的元代畫家，就描繪了高雅的竹子和梅花。花卉除了可作裝飾之用，更具象徵意義。
例如百合是處女貞潔的傳統象徵，廣見於天使宣告聖母懷孕的畫作。至於在東方，菊花為梅蘭竹菊四君子之一，據說潔身自好的詩人陶潛，就對菊花情有獨鍾，而菊花也屬於四大季節花卉。

菊花<是中國數以百計詩歌的主題，畫家也往往與特定的花卉聯繫起來，例如梵高的向日葵。這位後期印象派畫家早年筆下的向日葵，採用的卻是寫實畫風。「他把自己看到的向日葵描繪出來，即使凋謝或枯萎仍如實反映」。馬氏描繪盛放的菊花，反映他崇尚君子不畏強權的氣節。

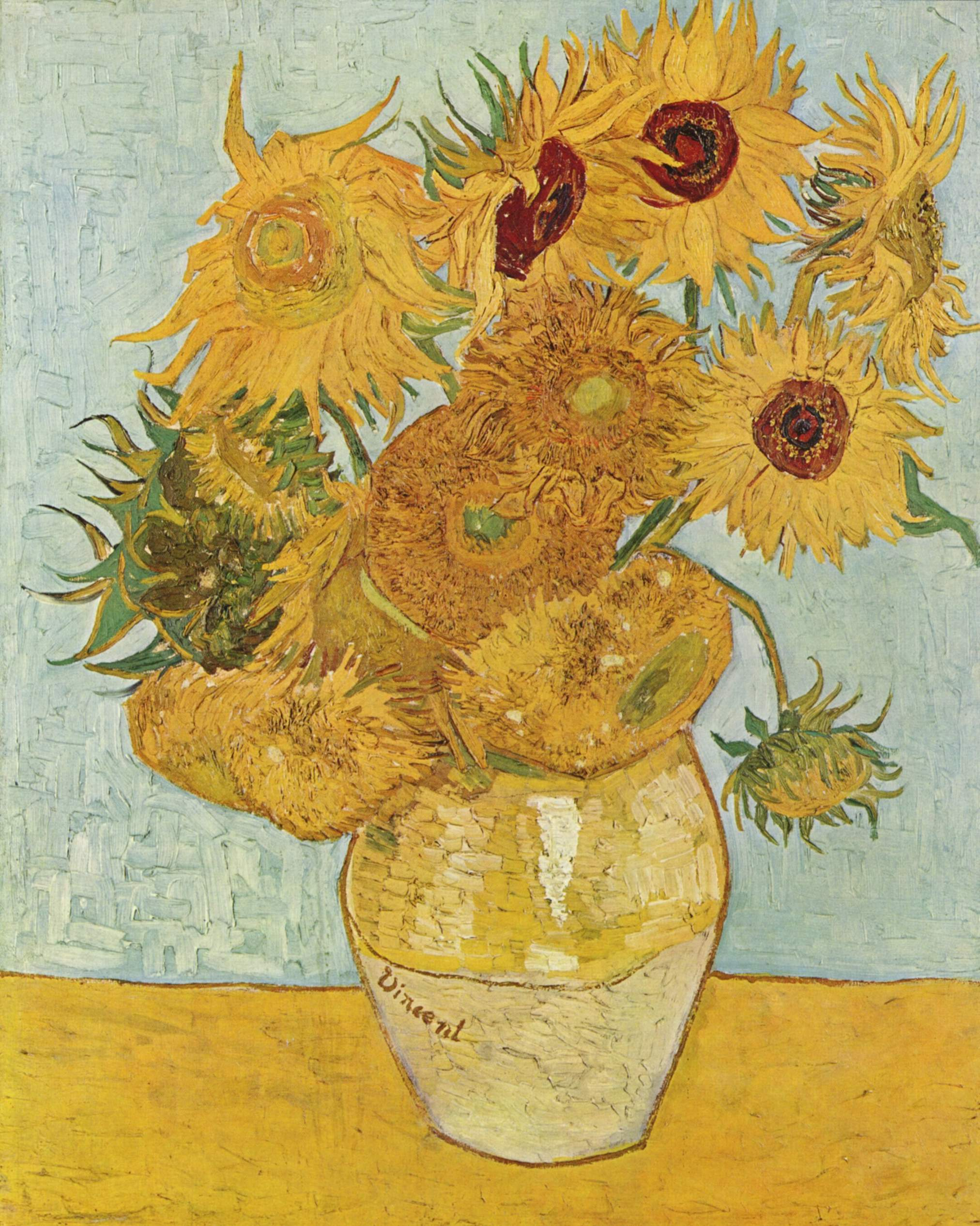
梵谷《向日葵》 (1888)

所有靜物畫都或多或少蘊含虛無的哲思，哀嘆萬物必逝，通常以頭骨或時鐘等物為象徵。最著名的例子是彼得·克萊茲1630年的 《虛無》，描繪了倒放的酒杯及熄滅的蠟燭。克萊茲的形而上觀點，側重表達書本知識及其面對永恆的虛妄。書本包含知識，經驗及超越個人生命，啟發人心的不朽思想。馬氏自小受儒家的四書五經熏陶，對《勸學詩》的訓誨深感認同，思想傳統保守，故在1966年的《古為今用》頌揚不斷學習。
博物館收藏的馬氏珍品

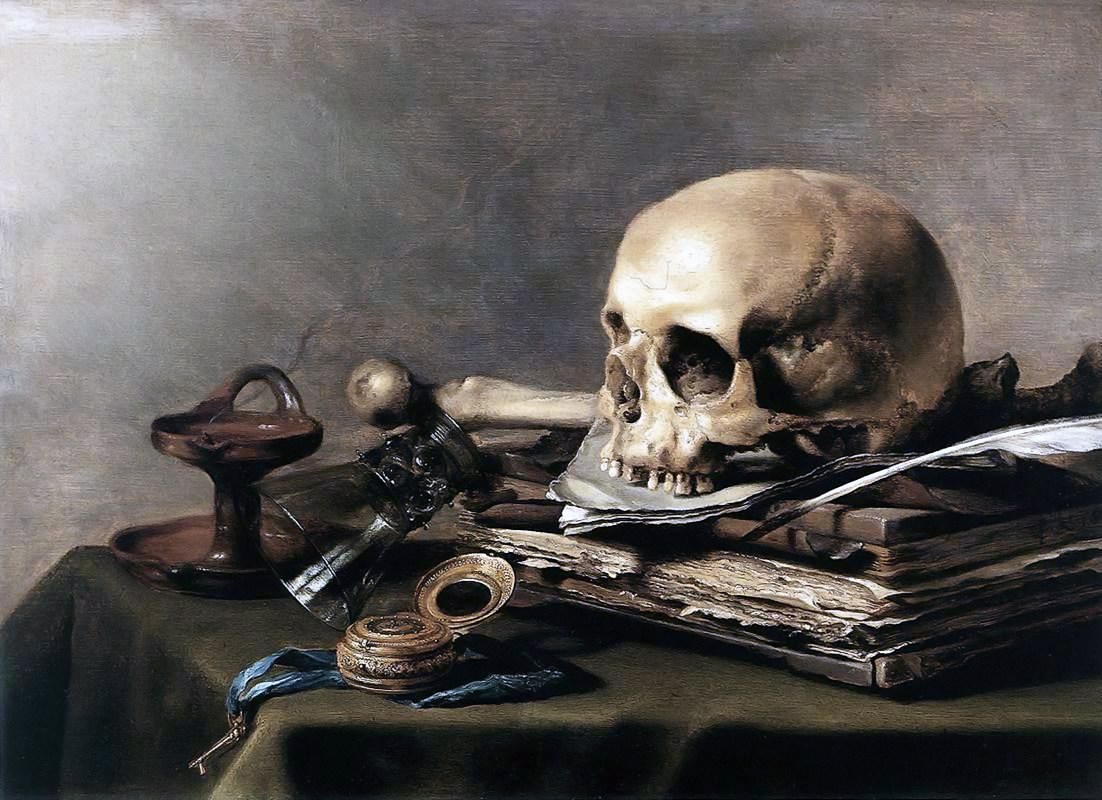
Pieter Claesz 《虚无》（1630）

1977年，大概是受到廣州魯迅紀念館的委託，馬氏畫下一系列八幅魯迅訪港的肖像，這位左翼作家獲得毛主席的高度評價。1981年七月，這八幅畫悉數贈予廣州魯迅紀念館，現為廣東美術館藏品。
1987年，香港美術館購下馬氏兩幅畫作：《畫室》（1964年） 及《長洲街景》（1978年）

## 對馬家寶的評價
馬師生平關懷民瘼、痌瘝在抱，寫實畫中，甚多描述窮鄉僻壤貧民生活，而自奉淡樸、清茶薄酒已自滿足。——馬家寶紀念畫會同人敬撰《馬家寶紀念畫集序言》
絢爛與樸質，兼而有之。——黃國仁《馬家寶的油畫》
他才能孜孜不倦的由高度的技巧，再加以不斷的提錬，至於絕妙境界。——史朝暾《馬家寶油畫略介》
最明顯的例子就是他在作品中，常用“險筆”（一筆下去，決定作品的成敗），如果不是造詣精湛，豈能隨意“走險”？而其所用“險筆”又常是作品的神韻所在。這樣，你就不得不嘆服了。——竹叟《評馬家寶油畫展》
馬氏在風景畫的色調中，顯見有意改變作風，他的近作喜用明朗的色調去描述大自然的光，讓燦爛鮮豔的色彩漸漸回到調色板上。——《偏在毫巔走險筆·敢向西月爭華光》
這是一個以最大的熱情對待自己的藝術創作、一個對藝術勞動辛勤的畫家。——稚堂《看馬家寶的畫》
馬先生的作品，無論是風景、人物或是植物都是取材於日常生活，不作誇張表達，不賣弄技巧，不隨風跟逐，是淡薄無華的，看畫如見其人。——梁愛詩（紀念馬家寶老師逝世二十周年師生作品展致詞）
馬老師外冷內熱他是言談比較少，但接觸久了，發覺他待人十分熱情特別是對晚輩及後進的幫助，我感覺他的一生就是熱愛國家民族對生活是追求的，他是既在藝術上嚴緊認真又是堅持傳統的技法亦都不斷探求創新。——王如登（紀念馬家寶老師逝世二十周年師生作品展致詞）

## 藝術生涯
| 求學時期 | 經歷、師從與畫展                                                                                                  |
| -------- | --- |
| 1927年   | 8月26日出生 |
| 1934年   | 師隨高劍父習水墨畫                                                                                                |
| 1940年   | 初隨李鐵夫習西洋畫                                                                                                |
| 1948年   | 勝斯酒店展 香港美術教師展                                                                                         |
| 1949年   | 再遇李鐵夫 南北名畫家書畫展 香港美術界慰勞人民解放軍展                                                            |
| 1950年   | 祖國籌募公債展 長洲練畫                                                                                           |
| 創作時期 | 經歷、創作與畫展                                                                                                  |
| 1953年   | 香港美術會展 |
| 1955年   | 創作《爲了活》 |
| 1956年   | 思豪畫廳師生展 |
| 1957年   | 金巴利道個展 |
| 1958年   | 香港華商總會個展 創辦華革會美術組，並擔任導師                                                                     |
| 1959年   | 華革會美術組師生展                                                                                                |
| 1961年   | 創作《沙家濱》、《血海》 彌敦道個展                                                                               |
| 1963年   | 創作《老當益壯》 香港大會堂個展 美國佛羅列達州邁亞密國際畫廊畫展                                                  |
| 1964年   | 創作《畫室》、《暴風中的小艇》 香港華聯書院美術系主任                                                             |
| 1965年   | 香港大會堂個展 |
| 1966年   | 創作《自畫像（喜慶）》、《古為今用》、《修女》 搬回港島 收首徒黃仲民                                              |
| 1968年   | 創作《他畫他的爸爸》                                                                                              |
| 1970年   | 成婚 |
| 1971年   | 創作《醫生》 |
| 1972年   | 香港大會堂個展 |
| 1974年   | 創作《維多利亞港》 香港大會堂師生展                                                                               |
| 1975年   | 香港酒店個展 香港中國航空公司油畫展                                                                               |
| 1976年   | 創作《稍息勞筋》 香港怡東酒店個展 香港中國航空公司師生展                                                          |
| 巔峰時期 | 經歷、創作與畫展                                                                                                  |
| 1977年   | 創作《毛澤東主席》、《華國鋒主席》 星光行與香港美術界展 作為香港美術界代表出席10月1日北京國慶典禮，並展出領袖畫像 |
| 1978年   | 創作《秋收》 澳門三人中西畫展                                                                                     |
| 1978年   | 創作《長洲街景》                                                                                                  |
| 1979年   | 香港美國領事館個人水彩畫展 香港大會堂師生展 廣東省美展                                                            |
| 1980年   | 荃灣大會堂三人中西畫展                                                                                            |
| 1981年   | 捐廣東省美術館《魯迅系列》八幅畫 倫敦、巴黎修業旅行                                                               |
| 1985年   | 瑪麗醫院辭世 |
| 持續影響 | 紀念畫展 |
| 1987年   | 香港大會堂紀念展                                                                                                  |
| 1988年   | 中環三聯書店紀念展                                                                                                |
| 1992年   | 香港大會堂紀念展                                                                                                  |
| 2005年   | 香港文化中心紀念展                                                                                                |
| 2010年   | 香港大會堂紀念展                                                                                                  |

## 代表作
《涂經理》、《老華橋》、《曲高和寡》、《自畫像》、《長洲生活》、《秋郊》、《寒徹骨》、《博扶林牛房》、《椰菜》、《蟹》、《花》、《瓶》、《手》

## 馬家寶的傳承
- 梁愛詩
- 王如登
- 陳仁富
- 王云山

## 外部連結
- 馬家寶紀念館
- 馬家寶作品集